# Deinococcus radiodurans
Deinococcus radiodurans este o specie de bacterie poliextremofilă și este unul dintre organismele cele mai rezistente la radiații. De asemenea, poate supraviețui temperaturilor scăzute, lipsei de apă și mediilor acide (fiind criofilă, xerofilă și acidofilă). Este inclusă în Cartea Recordurilor ca fiind „cea mai rezistentă bacterie”. 